# Haydarpaşa mecset
Haydarpaşa mecset (görögül: Χαϊντάρ-πασά τζαμί; törökül: Haydarpaşa Camii; korábban: Szent Katalin-templom) egy történelmi mecset Észak-Nicosiában. Ez a legfontosabb gótikus épület a városban a Szelim-mecset után. A középkorban Nicosia keresztény katedrálisa volt. Harry Charles Luke úgy írta le, mint a sziget egyik legszebb gótikus épületét. A Kirlizade utcában található.

## Története
Az épületet a 14. században, a sziget frank uralma alatt építették, és Szent Katalin-templomnak nevezték el.
Amikor az oszmánok 1570-ben elfoglalták Nicosiát, akkor a templomot mecsetté alakították át. Története során „Ağalar Camisi”, azaz az „urak mecsetje” néven is emlegették, mivel elsősorban a közelében élő helyi török arisztokrácia tagjai látogatták.
Idővel az épület megszűnt mecsetként szolgálni. Az 1950-es években anyakönyvi iroda működött benne. 1986 és 1991 között az épületet felújították. 1994-ben művészeti galériát hoztak benne létre.

## Építészet
A 19. században az épület jobb oldalán még látható volt az a hely, ahol állítólag Szent Katalin sírja állt. Ide a ciprusi görögök gyakran járnak, és ott gyújtják meg olajlámpáikat. A homlokzata szép gótikus stílusú, a párkánya boltíves. A jobb oldalán egy minaret épült, amely az óváros legmagasabb minaretje a Szelim-mecset után. A déli bejáratot a ciprusi dinasztia címere, a nyugatit rózsa- és sárkánymotívumok díszítik. Az északi bejáratot halat tartó nő és sárkány képe díszíti. A törökök a vízköpőket megőrizték, csak az oltárt, a padokat és sírköveket távolították el, a falakat vakolattal borították be, elfedve a díszítéseket. A meszelést a 20. század elején eltávolították, és a falakon festmények nyomai láthatók.

## Képgaléria

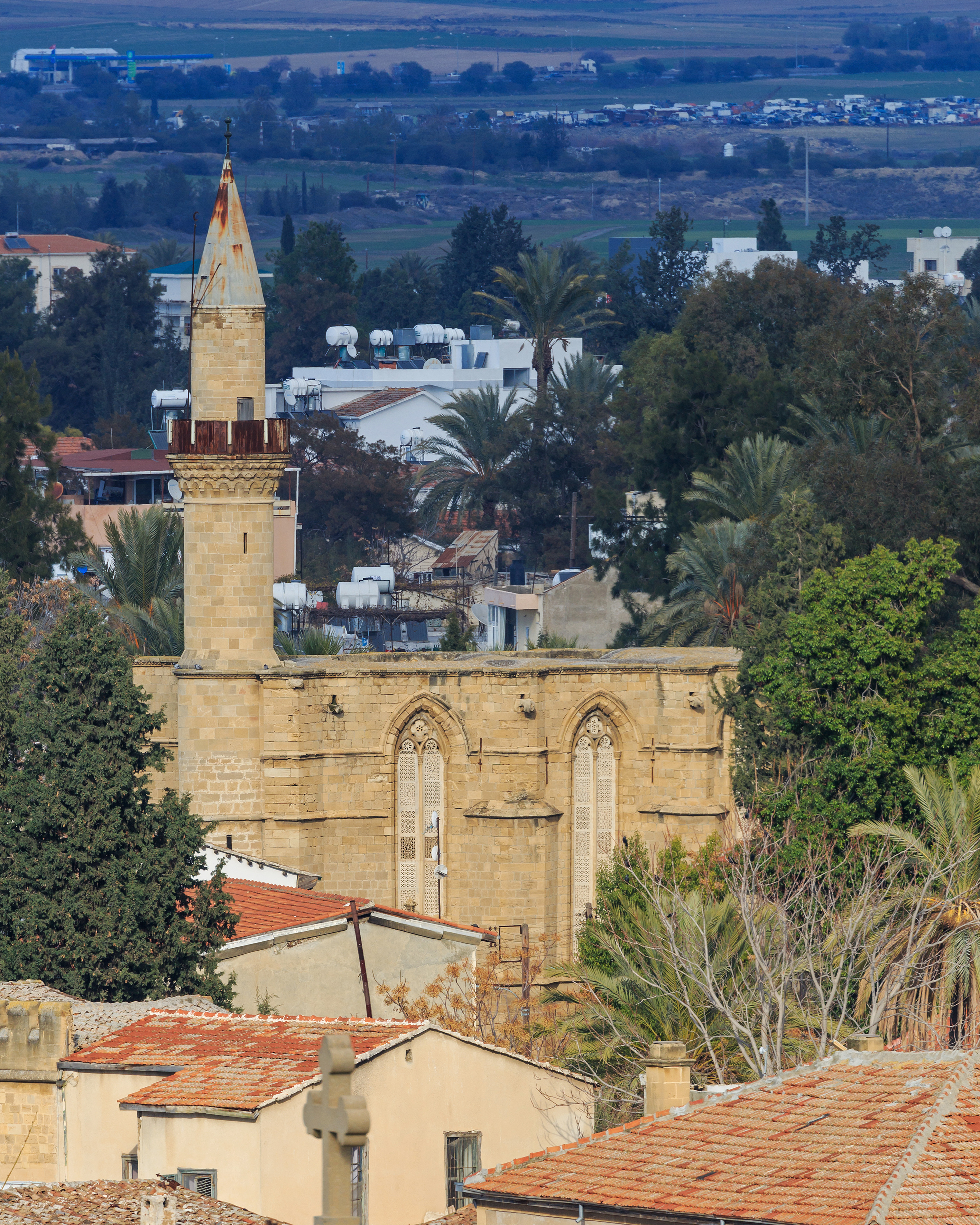
A mecset madártávlatból
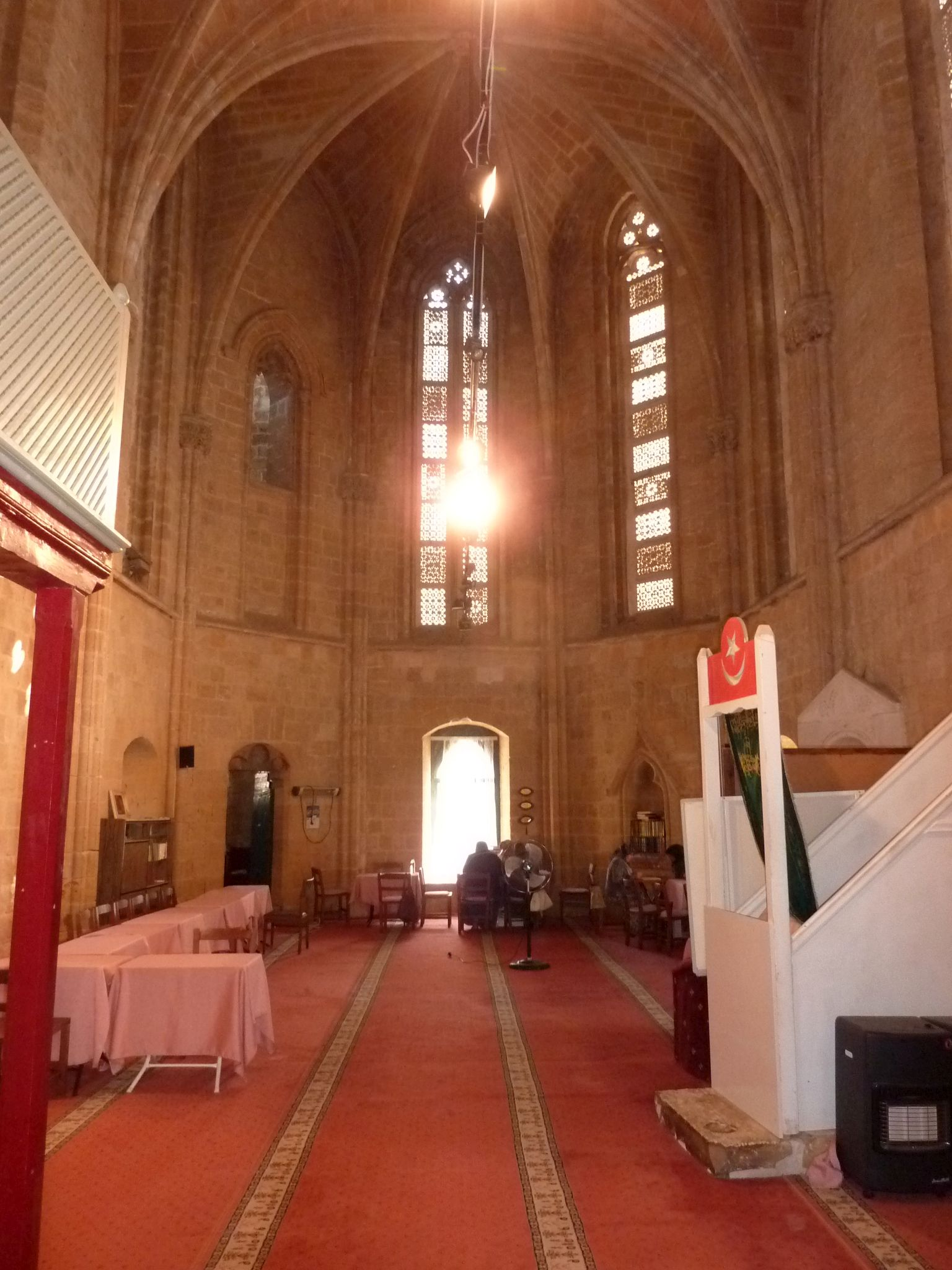
A belső tér
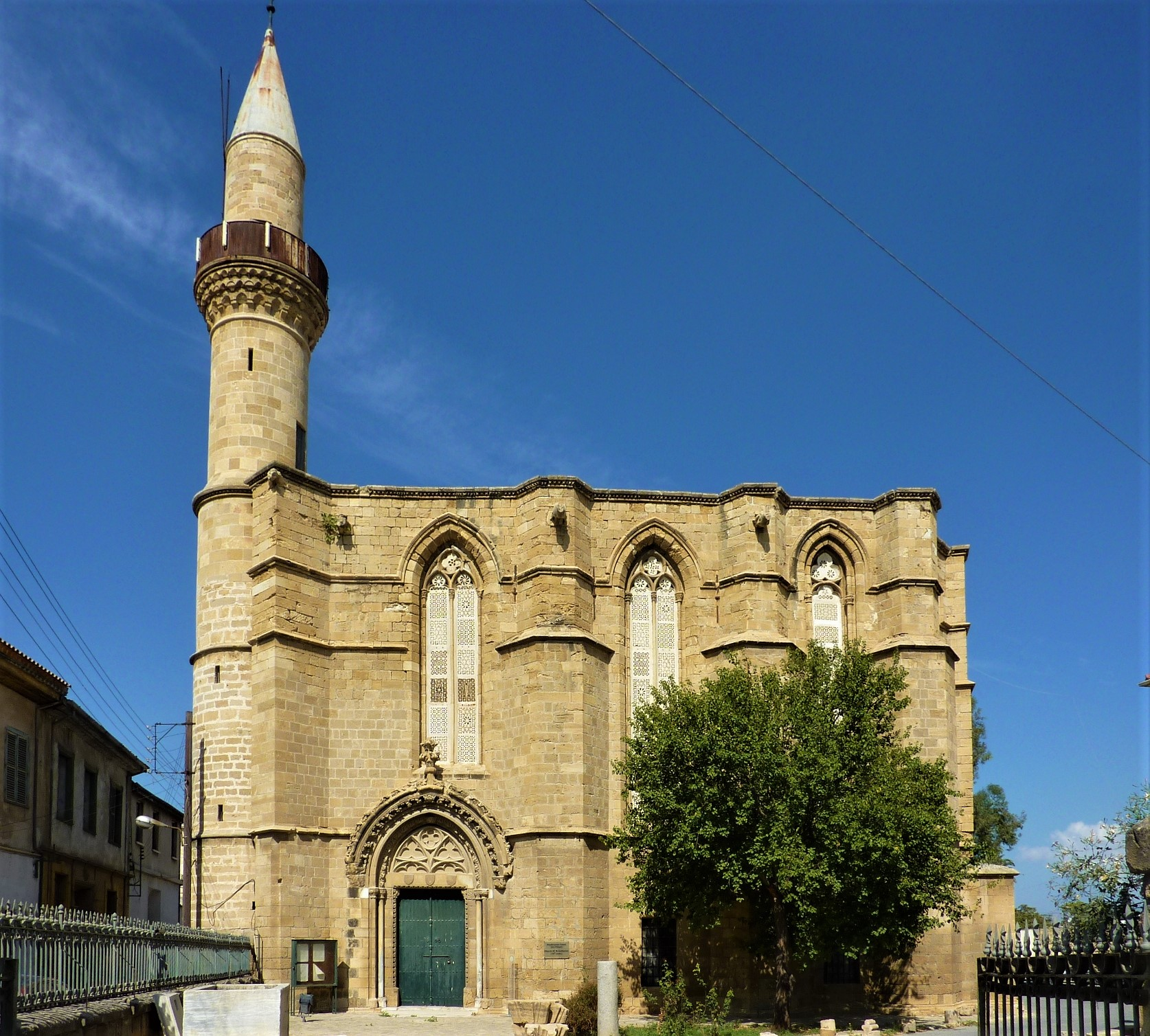
A mecset oldalról
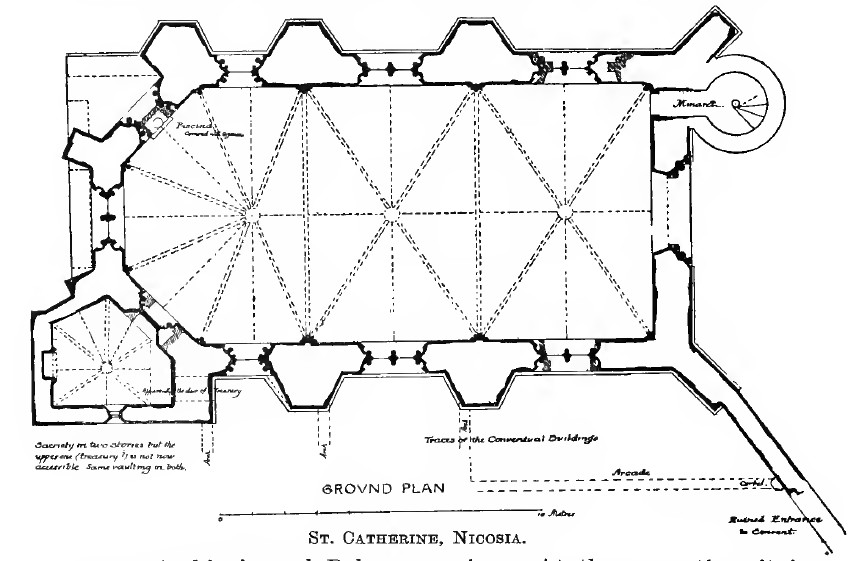
Az alaprajza 1918-ból

## Fordítás
- Ez a szócikk részben vagy egészben  a   Haydar Pasha Mosque című angol Wikipédia-szócikk ezen változatának fordításán alapul.  Az eredeti cikk szerkesztőit annak laptörténete sorolja fel. Ez a jelzés csupán a megfogalmazás eredetét és a szerzői jogokat jelzi, nem szolgál a cikkben szereplő információk forrásmegjelöléseként.